# Кашин (коммуна)
Кашин (рум. Cașin) — коммуна в уезде Бакэу в регионе Западной Молдавии, Румыниия. В коммуну входят села Кашин и Курица. Деревни Бричеаг, Почица и Влашка были присоединены к современному селу Кашин.

## История
Очаг села Кашин расположен в Кашинской долине при впадении ручья Курица в реку Кашин, занимая всю ширину долины, от холма Лазии, над Кашинской поймой и до берега холма Бучум и Поду Маре.
Из-за дождей, морозов, оттепелей и других явлений часть берега реки Кашин, расположенной на холме Бучум, обрушилась, обнажив обожженные глиняные статуэтки, изображающие богов, почитаемых древними племенами долины, различные глиняные сосуды, молотки, пилы, серпы, ножи из кремня и точильных камней, что подтверждает заселение некоторые из которых подтверждают тот факт существования поселений людей в Кашинской долине на протяжении более 3000 лет.
Столетие назад, вспахивая участок земли, расположенный под берегом Станского холма (рум. dealul Stânei) Мария Визитиу, селянка из Влашки (рум. Vlașca), обнаружила обгоревший глиняный горшок (амфору), заполненный 85 серебряными монетами. Находки передали институту Румынской академии в Бухаресте. Эти монеты являются свидетельством существования дако-римских поселений в долине Кашин.
Первое письменное упоминание Кашина относится к 1410 году, когда Александр Добрый подтвердил права сыновей Глеба Миклоша на шесть сел, включая Кашин. В том же году поместье Кашин было передано боярину Стану Кашену. Он основал деревню справа от реки Кашин, или ядро того, что со временем разовьется в сегодняшний Кашин. Деревня называлась Станешть (рум. Stănești) или Кашин (иногда Кашен) и была расположена на месте, где сегодня находится хутор Бречеаг (рум. Cătunul lui Briceag или Cotul lui Briceag).
Другим важным документом, в котором упоминается о существовании деревни Кашин, является грамота от 20 июля 1443 года, которой Стефан II подтверждает боярину Влашину права на селище на Кашине, где был дом его отца, Стана Крецула. В грамоте указано, что Стан Крецул вырубил место для основания деревни, которое находилось выше (по течению Кашина), чем деревня Стана Кашина. Семья Крецулов контролировала обширные территории, о чём свидетельствует, в том числе, одноимённая долина (рум. Valea Crețului), спускающаяся к реке Кашин между холмами Кыржи (рум. Dealul Cârjău) и Бэлкоая (рум. Dealul Bălcoaia). Деревня, основанная Станом Крецулом, впоследствии стала сегодняшней Влашкой (вероятно, названная так по имени боярина Влашина, сына Стана Крецула).
В XVII—XVIII вв. все села в крае были подчинены Кашинскому монастырю, из-за чего местные жители инициировали несколько судебных разбирательств.
В 1711 году была основана деревня Курица, названная так по имени ручья, протекающего через деревню и впадающего в реку Кашин у Влашки. Сначала деревня была подчинена администрации монастыря, но в 1874 году была присоединена к коммуне Богданешть. Затем она отделилась, образовав отдельную коммуну, но из-за отсутствия доходов Курица была присоединился к Кашину, сохранив такую организацию до сегодняшнего дня.